# (7390) Kundera
(7390) Kundera ist ein Asteroid des Hauptgürtels. Er wurde am 31. August 1983 von Astronomen des Kleť-Observatoriums am Kleť-Observatorium (IAU-Code 046) auf dem Kleť in der Nähe der Stadt Český Krumlov in Südböhmen entdeckt.
Der Asteroid wurde am 8. Dezember 1998 nach dem tschechisch-französischen Schriftsteller Milan Kundera (1929–2023) benannt, dessen größter kommerzieller Erfolg der 1984 erschienene Roman Die unerträgliche Leichtigkeit des Seins war.
Der Himmelskörper gehört zur Eunomia-Familie, einer nach (15) Eunomia benannten Gruppe, zu der vermutlich fünf Prozent der Asteroiden des Hauptgürtels gehören.